# Swing and Dance with Frank Sinatra
Swing and Dance with Frank Sinatra è un album del crooner statunitense Frank Sinatra, pubblicato nel 1950 dalla Columbia Records.

## Il disco
Ultimo album di Sinatra per la Columbia, dopo Swing and Dance sarebbero passati quattro anni prima che il cantante registrasse un nuovo disco, stavolta sotto la Capitol Records. Sei delle otto canzoni di questo album vennero rifatte, per una delle clausole contrattuali, nell'album Sinatra's Swingin' Session!!!.

## Le tracce
1. Lover - 2:42 - (Hart, Rodgers)
2. It's Only a Paper Moon - 1:57 - (Rose, Harburg, Arlen)
3. My Blue Heaven - 2:28 - (Whiting, Donaldson)
4. It All Depends on You - 3:25 - (DeSylva, Brown, Henderson)
5. You Do Something to Me - 2:35 - (Porter)
6. Should I - 2:26 - (Freed, Brown)
7. The Continental - 2:34 - (Magidson, Conrad)
8. When You're Smiling (The Whole World Smiles with You) - 2:30 - (Fisher, Goodwin, Shay)

## Musicisti
- Frank Sinatra - voce;
- George Siravo - arrangiamenti, direzione;
- Hugo Winterhalter - direzione.